# Degüello (signal)
Degüello var en militär musiksignal på trumpet eller trumma som i Spanien och Latinamerika betydde att inga fångar skulle tas och ingen nåd skulle ges till fienden.
Ordet degüello betyder ordagrant "att skära av strupen". Signalen var ursprungligen använd av morerna på den iberiska halvön, övertogs sedan av spanjorerna under reconquistan. I populärkulturen är den känd från flera amerikanska filmer om slaget vid Alamo. De signaler som framförs i dessa filmer är dock inte de signaler som verkligen användes av den mexikanska armén.